# Operazioni militari italiane in Libia (1922-1932)
Le operazioni militari italiane in Libia dal 1922 al 1932, nell'insieme note nella propaganda come "pacificazione" della Libia o "riconquista" della Libia, furono una serie di operazioni militari portate avanti dalle forze armate del Regno d'Italia nel territorio della Libia italiana, colonia del Regno dal 1912 ma in cui l'autorità italiana era ridotta ai centri urbani principali lungo la stretta fascia costiera.
L'opera di "pacificazione" o "riconquista" dei territori libici formalmente italiani, ma di fatto in mano a gruppi locali autonomisti di varia natura, prese avvio nel 1922, dopo la conclusione della prima guerra mondiale, protraendosi poi fino al 1932, con andamento e intensità diversi a seconda delle varie regioni della colonia (Tripolitania, Fezzan e Cirenaica).

## Storia

### L'occupazione della Libia

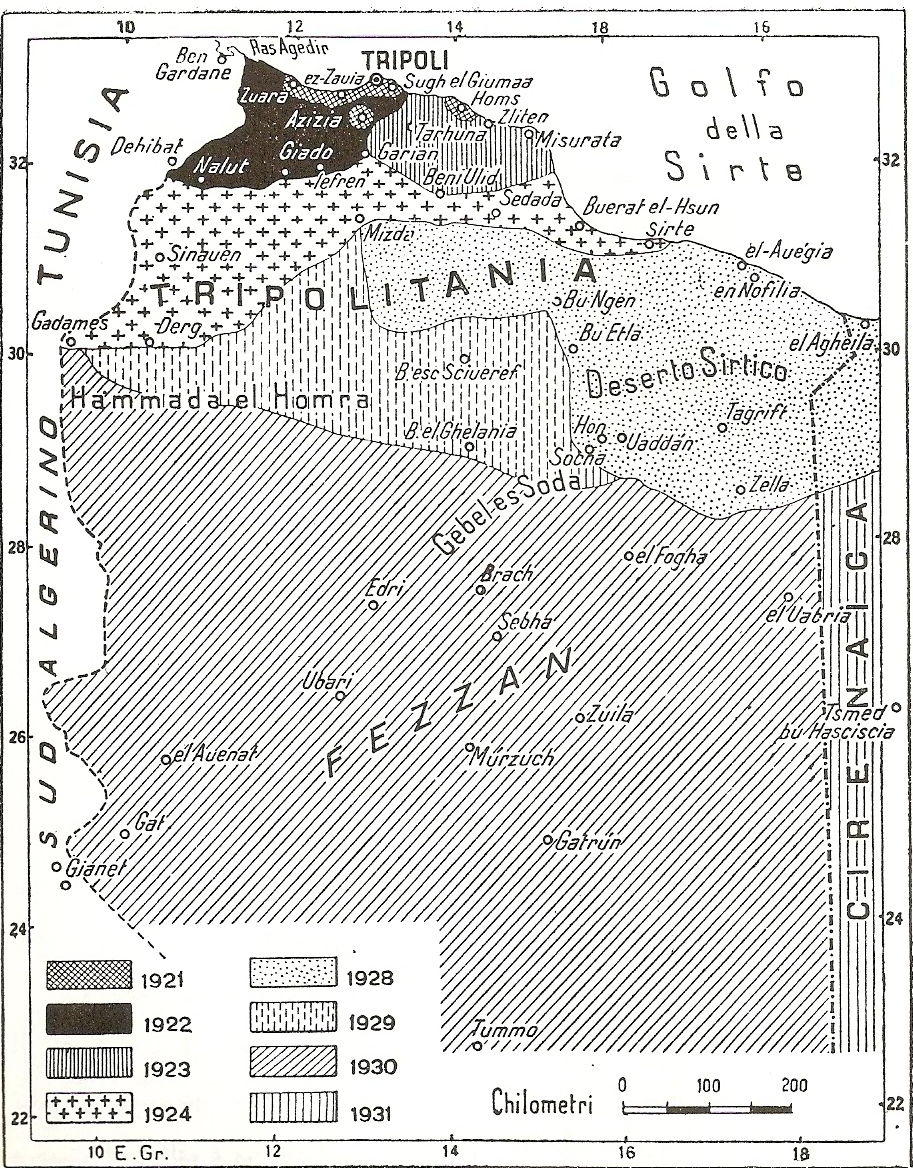
Mappa ritraente la "pacificazione" della Libia occidentale (1922-1930)

Con la guerra italo-turca furono occupate le due regioni della Tripolitania e Cirenaica nell'autunno 1911 (prime operazioni belliche il 29 settembre, sbarchi a Tobruk il 4 ottobre e a Tripoli, il 5 ottobre). L'occupazione fu preceduta da una preparazione diplomatica accompagnata da una grande mobilitazione dell'opinione pubblica italiana.
Mancava, però, una preparazione politico-militare specifica: era convinzione diffusa che fosse necessario fronteggiare poche migliaia di soldati turchi, non la popolazione libica, la cui dura resistenza (esplosa il 23 ottobre nei combattimenti di Sciara Sciat, un quartiere di Tripoli) fu accolta con sorpresa. La speranza del governo italiano, quando iniziò la guerra, era infatti quella di risolvere tutto in pochi mesi, tanto che già il 5 novembre 1911 (quindi in una situazione militare tutt'altro che chiara) emanava il decreto di annessione della Tripolitania e della Cirenaica. Il corpo di spedizione italiano fu portato rapidamente a 100 000 uomini, quasi la metà della forza di pace dell'esercito; si trattava però di truppe di leva inadatte a muoversi nel territorio desertico. L'occupazione italiana fu quindi limitata alla zona costiera.

#### Il trattato di Ouchy
Il trattato di Ouchy (12 ottobre 1912), con cui l'Impero ottomano rinunciava alla sovranità sulle regioni libiche, non comportò la fine della resistenza, pur indebolita dall'interruzione dei pochi rifornimenti dalla Turchia e dal progressivo ritiro degli ufficiali turchi. Alla fase bellica seguì, durante la campagna di Libia, una serie di azioni sviluppate da parte italiana per ottenere il dominio del territorio e contrastare le forti sacche di resistenza ancora esistenti in Tripolitania e in Cirenaica. Tuttavia, la stanchezza delle tribù seminomadi dell'interno permise un miglioramento della situazione; nel 1913-1914 l'occupazione italiana fu estesa alla Tripolitania settentrionale ed il colonnello Miani, con una colonna di ascari eritrei, si spinse fino al lontano Fezzan.

### Nella prima guerra mondiale
Allo scoppio della prima guerra mondiale, l'Italia si trovò in difficoltà nel mantenere il controllo sui suoi presidi nel Fezzan, dove, peraltro, l'attività dei ribelli Senussi era sempre viva e supportata da guarnigioni turche guidate dal comandante Enver Bey, che erano restate in Libia anche dopo la firma del trattato di pace. Nel dicembre del 1914, pertanto, tutti i presidi militari italiani nel Fezzan furono abbandonati, compreso quello di Brak, ove erano state concentrate le forze prima del ripiegamento. Da allora il dominio italiano rimase precario e limitato ad un'esigua fascia costiera. 
Durante il conflitto, l'Italia ritirò parte delle truppe, e dismise i presidi nell'interno delle due regioni, mentre mantenne i suoi presidi costieri in Tripolitania e Cirenaica a fronte di offensive arabo-berbere, appoggiate dai turco-ottomani e dai rifornimenti tedeschi. Gli accordi di El-Acroma del 1917 e gli armistizi dell'ottobre 1918 obbligarono gli imperi centrali a rinunciare a scalzare gli italiani dalla Libia. In cambio, l'Italia concesse larghe autonomie alle popolazioni arabe e ai potentati beduini, come la confraternita dei Senussi in Cirenaica e alcune comunità arabo-berbere in Tripolitania, che negli anni successivi, dopo un primo accomodamento con gli italiani, reclamarono la loro indipendenza.

### La riconquista della Tripolitania

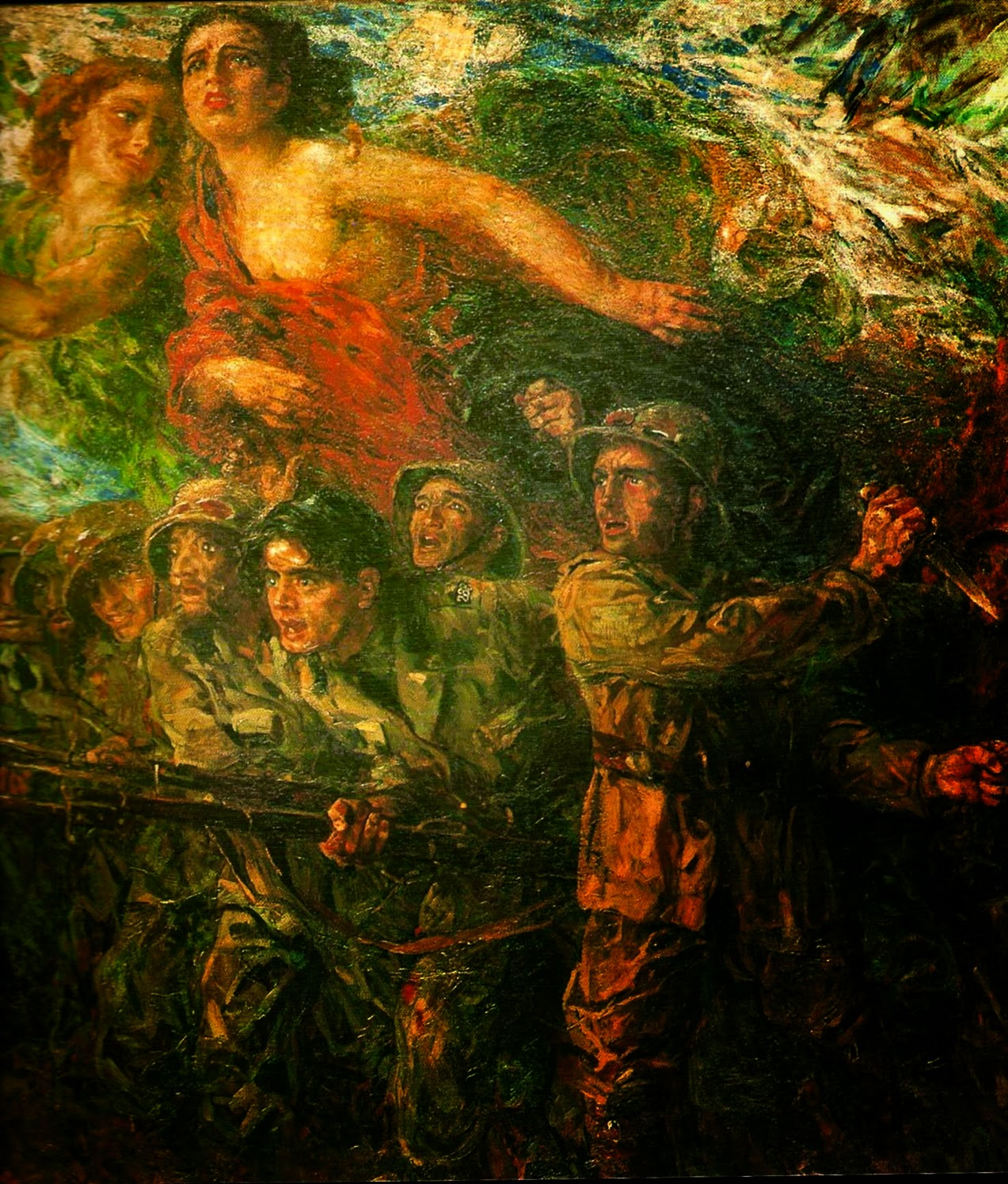
Plinio Nomellini: "in Libia"

La Tripolitania aveva allora circa 550 000 abitanti, in massima parte nella stretta fascia costiera ormai assoggettata; le tribù seminomadi si dimostrarono quasi sempre incapaci di fare fronte comune dinanzi ai progressi italiani. La difficoltà della conquista non proveniva quindi dal numero degli avversari, armati soltanto di fucili, ma dall'ambiente desertico, impenetrabile per la fanteria italiana e i suoi pesanti convogli di rifornimenti.
La riconquista iniziò nel luglio 1921 con l'arrivo del nuovo governatore, il banchiere veneziano Giuseppe Volpi. Volpi, sostenuto dal ministro delle colonie, il liberale Giovanni Amendola, impresse subito una sterzata alle demoralizzate guarnigioni ormai abituate a vivere alla giornata. All'alba del 26 gennaio 1922, realizzando una sorpresa tattica, carabinieri, zaptié ed eritrei sbarcarono a Misurata, occupando la località; era l'inizio della svolta che in poco più di un anno si concluse con l'occupazione di tutta la Tripolitania. Nel 1922 dalla metà di febbraio alla metà di aprile avvenne il primo ponte aereo al mondo a cura del Corpo Aeronautico per rifornire il presidio assediato del X Battaglione Àscari Eritrei di el-Azizia. Furono portati 213 soldati e 43 tonnellate di merci e vennero sgomberati 118 tra feriti ed ammalati fino alla riconquista della zona con 5 trimotori Caproni Ca.36 e qualche monomotore Ansaldo S.V.A..
Con l'avvento al potere del regime fascista nell'ottobre 1922, Mussolini ordinò ai generali italiani in Africa settentrionale di "pestare sodo" per giungere alla completa "riconquista" di tutta la Libia. I successi italiani furono dovuti all'utilizzo della superiorità tecnologica e organizzativa. Alcune decine di aerei (bombardieri Caproni e ricognitori SVA della prima guerra mondiale, poi i più efficienti ricognitori Ro.1) e di ottimi piloti (capaci di volare sul deserto con la sola bussola) e meccanici (che adattavano gli apparecchi all'ambiente) permisero di rovesciare il rapporto con il deserto: prima le colonne italiane erano cieche e i libici potevano attaccarle di sorpresa, ora gli aerei raggiungevano i gruppi nemici a grande distanza, ne segnalavano i movimenti, li attaccavano senza che potessero sottrarsi. Un altro strumento decisivo fu la radio, che garantiva il collegamento tra gli aerei, i comandi e le forze italiane che ora potevano muovere nel deserto, aggirare e sorprendere il nemico. Queste forze erano costituite da battaglioni di àscari eritrei, quando possibile autocarrati, da autoblindo, a seconda dei terreni da cavalleria libica o da meharisti (il "mehara" - dalla regione sud-arabica del Mahra - è il dromedario da corsa, ottimo per le operazioni belliche) reclutati tra gli stessi seminomadi che dovevano combattere, rispetto ai quali erano superiori per armamento, cavalcature, collegamenti. In complesso le forze mobili in Tripolitania non superarono i 10-12 000 uomini, in gran parte eritrei e libici; erano italiani gli ufficiali, gli aviatori, gli specialisti, mentre i reparti di fanteria nazionale e di milizia presenti in Libia avevano di regola compiti di presidio nelle località costiere.
Negli anni seguenti il dominio italiano fu esteso con metodo e pazienza. Nel 1923-1925 fu raggiunto il controllo della Tripolitania settentrionale, poi quello delle regioni semidesertiche centrali; tra il 1928 e il 1930 le truppe del generale Rodolfo Graziani occuparono le regioni meridionali, fino alle porte del Fezzan.

### La riconquista del Fezzan
Nominato, nel gennaio 1929, ministro delle colonie il generale Emilio De Bono, le due Colonie libiche vennero riunite sotto unico governo presieduto dal maresciallo d'Italia Pietro Badoglio. Egli iniziò la sua azione di governo lanciando alle popolazioni un proclama che invitava tutti coloro che ancora militavano tra le file ribelli a scegliere fra la sottomissione con la clemenza del Governo, e lo sterminio. Contemporaneamente, egli conformò la sua azione al principio che «per pacificare le colonie è indispensabile innanzi tutto occupare l'intero paese». Il generale Graziani, nominato a capo delle operazioni, seppe in breve tempo far fruttare la superiorità tecnologica e con un'ottima organizzazione nelle linee di trasferimento delle truppe, in meno di 4 mesi venne a capo dei ribelli, che si sottomisero oppure si rifugiarono oltre confine. Tra il novembre 1929 e il febbraio 1930 tutti i principali centri del Fezzan (Brak, Sebha e Murzuch), vennero rioccupati dalle truppe italiane.

### La riconquista della Cirenaica
La Tripolitania era di nuovo sotto controllo italiano, ma restava il problema dell'immensa e arida Cirenaica. Il 1º febbraio 1926 la sfida contro il deserto fu raccolta a Giarabub: dopo una marcia sfibrante gli italiani raggiunsero l'oasi, sbalordendo il locale capo senussita, che si sottomise spontaneamente.

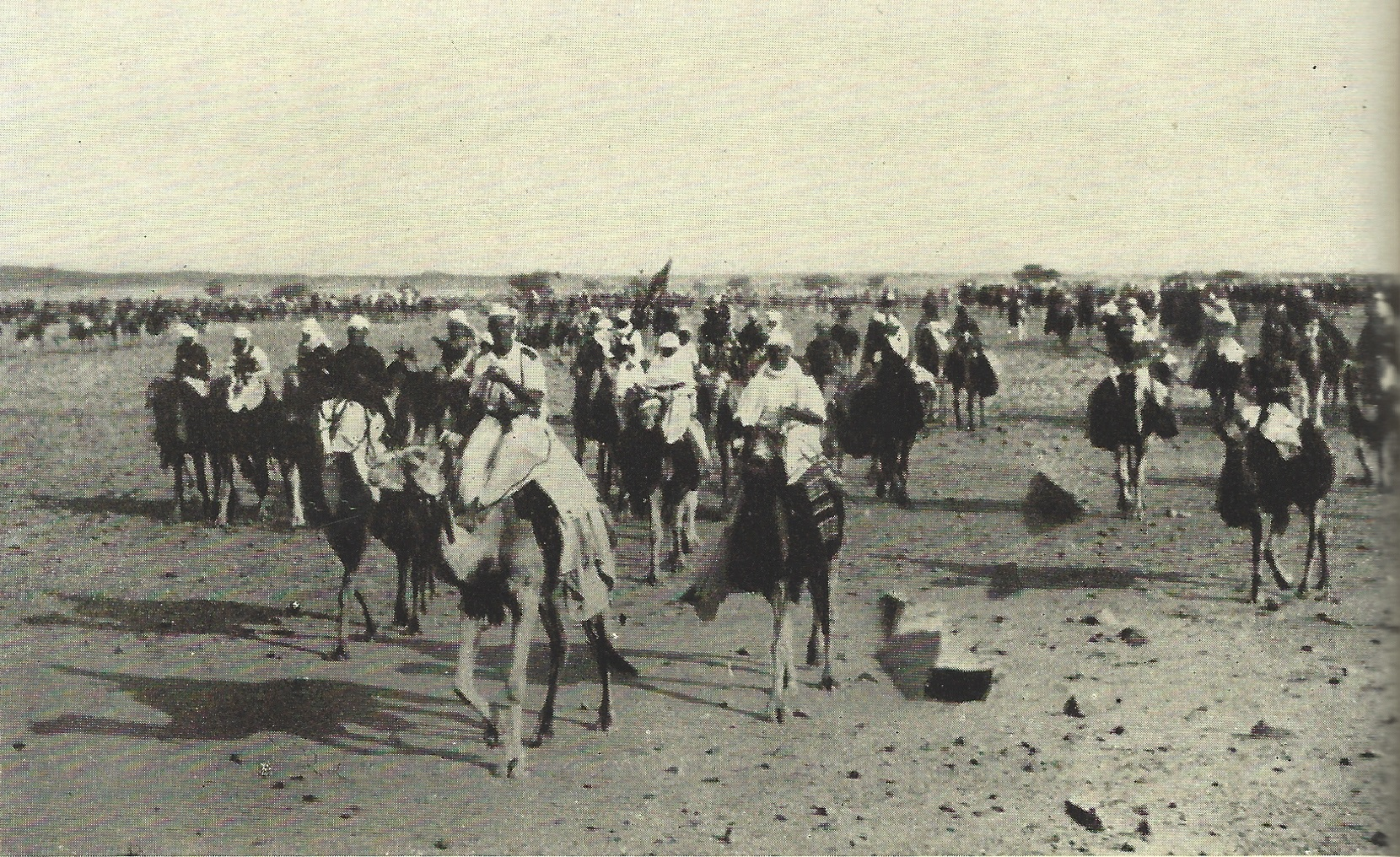
Meharisti guidati dal duca Amedeo d'Aosta nel 1930 durante la seconda guerra contro i senussi

In Cirenaica i successi italiani incontrarono difficoltà impreviste. Le ricorrenti rivalità tra le tribù seminomadi della Tripolitania e l'assoluto dominio dell'aviazione italiana nei grandi spazi desertici avevano facilitato la conquista italiana; anche le regioni desertiche della Cirenaica furono occupate senza altre difficoltà che quelle logistiche tra il 1926 (oasi di Giarabub) e il 1931 (oasi di Cufra). Invece il Gebel al Akhdar ("la montagna verde"), l'altipiano che si innalza fino a mille metri quasi a picco sul Mediterraneo per poi digradare lentamente verso il deserto, offriva un terreno rotto e ricco di boscaglie, grande quasi come la Sicilia, che si prestava alla guerriglia perché la ricognizione aerea e i mezzi motorizzati perdevano efficacia. Sull'altipiano tutti i grandi rastrellamenti condotti con più colonne convergenti dirette dall'aviazione non riuscirono mai ad agganciare le formazioni mobili di mujahidin di Omar al-Mukhtar, che filtravano in piccoli gruppi attraverso le linee italiane o si nascondevano tra la popolazione, che curava i feriti e sostituiva i caduti.

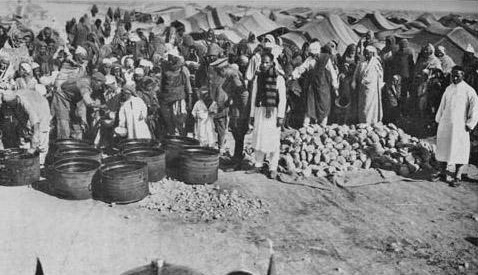
Campo di concentramento di Sidi Ahmed el-Magrun

Nel 1930 il generale Rodolfo Graziani, reduce dai successi nel Fezzan, fu chiamato in Cirenaica come vicegovernatore per dare nuova energia alla repressione e chiudere il conto. Per il generale Graziani un gruppo di più di tre arabi doveva già essere considerato sedizioso ed eliminato con ogni mezzo; la frontiera libico-egiziana era solo un arido colabrodo da bloccare a tutti i costi. Dal 1930 al 1931 le forze italiane scatenarono un'ondata di terrore sulla popolazione indigena cirenaica; tra il 1930 e il 1931 furono giustiziati 12 000 cirenaici e tutta la popolazione nomade della Cirenaica settentrionale fu deportata in enormi campi di concentramento lungo la costa desertica della Sirte, in condizione di sovraffollamento, denutrizione e mancanza di igiene.
Nel giugno 1930, le autorità militari italiane organizzarono la migrazione forzata e la deportazione dell'intera popolazione del Gebel al Akhdar, in Cirenaica, e ciò comportò l'espulsione di quasi 100 000 beduini (una piccola parte era riuscita a fuggire in Egitto) - metà della popolazione della Cirenaica - dai loro insediamenti, che vennero assegnati a coloni italiani. Queste 100 000 persone, in massima parte donne, bambini e anziani, furono costrette dalle autorità italiane a una marcia forzata di oltre mille chilometri nel deserto, verso una serie di campi di concentramento, circondati da filo spinato, costruiti nei pressi di Bengasi. Le persone furono falcidiate dalla sete e dalla fame; gli sciagurati ritardatari che non riuscivano a tenere il passo con la marcia venivano fucilati sul posto dagli italiani.
La confraternita senussita, che appoggiava la guerriglia, fu perseguitata dagli italiani: più di trenta capi religiosi furono deportati in Italia; le zawiya, centri religiosi, ma anche politici ed economici dell'Ordine, vennero confiscate; le moschee e le pratiche dei Senussi proibite; le proprietà dei Senussi furono confiscate. Vennero poi presi i preparativi per la conquista italiana dell'oasi di Cufra, l'ultima roccaforte dei Senussi in Libia. Nel gennaio 1931, gli italiani conquistarono Cufra, dove i rifugiati Senussi furono bombardati e mitragliati dagli aerei italiani mentre fuggivano nel deserto.
Per chiudere le rotte di approvvigionamento dei ribelli dall'Egitto, il generale Rodolfo Graziani (reduce dai successi nel Fezzan e chiamato nel 1930 in Cirenaica come vicegovernatore) fece costruire una fascia di reticolati di filo spinato larga alcuni metri e lunga ben 270 chilometri lungo la frontiera egiziana, dal porto di Bardia all'oasi di Giarabub, costantemente sorvegliata da forze mobili italiane quali carri armati e aeroplani. La barriera di filo spinato venne costruita in sei mesi, da aprile a settembre del 1931. Bloccato ogni rifornimento, dunque, le bande ribelli erano destinate a soccombere. Il 9 settembre 1931 il settantatreenne capo della resistenza libica 'Omar al-Mukhtār venne catturato dagli italiani e giustiziato pubblicamente a Soluch il 16 settembre. Graziani raccontò che 20 000 beduini furono costretti ad assistere all'esecuzione per dimostrare loro che i giorni del compromesso e della debolezza italiana erano terminati.

### La "pacificazione"
La repressione attuata da Graziani fu talmente completa, che con la morte di al-Mukhtār la resistenza crollò, e il 24 gennaio 1932 Badoglio poté annunciare con un solenne proclamo la completa e definitiva "pacificazione" della Libia.
Con il regio decreto nº 2012 del 3 dicembre 1934 sull'unione della Tripolitania e della Cirenaica italiana, venne proclamato il Governatorato Generale della Libia, e successivamente i libici musulmani poterono godere dello status di "cittadini italiani libici", una condizione che garantiva loro numerosi diritti all'interno della colonia. Pochi anni dopo, nel corso delle varie campagne militari tra Alleati e Asse nel Nordafrica tra il 1940 ed il 1942, lo stesso Churchill nelle sue memorie si lamentò di non avere avuto alcun sostegno da arabi e berberi libici.